# Josef Müller
Josef Müller (ur. 28 marca 1898 w Steinwiesen, zm. 12 września 1979 w Monachium) – niemiecki polityk, od 1939 roku pracownik Abwehry, członek opozycji antyhitlerowskiej, po II wojnie światowej współzałożyciel i pierwszy przewodniczący CSU, bawarskiej partii chadeckiej.

## Życiorys
Josef Müller, pseud. "Ochsensepp" (woźnica) urodził się w rodzinie chłopskiej. W młodości wstąpił do niższego seminarium duchownego Ottonianum w Bambergu, przerywając naukę wskutek poboru do wojska. W trakcie I wojny światowej walczył na froncie zachodnim. Po jej zakończeniu studiował ekonomię i prawo w Monachium, gdzie w roku 1925 otrzymał stopień doktora, by następnie rozpocząć karierę prawniczą. Od czasów studiów należał do katolickich korporacji studenckich Ottonia München i Isaria Freising im KV. W okresie Republiki Weimarskiej był również aktywnym członkiem Bawarskiej Partii Ludowej.
W III Rzeszy Josef Müller kontynuował karierę prawniczą, broniąc katolickich oponentów reżimu. Miał również kontakty z przeciwnikami polityki rządu Adolfa Hitlera związanymi z Abwehrą (niem. Abwehr wywiad i kontrwywiad wojskowy): admirałem Wilhelmem Canarisem, gen. Hansem Osterem i Hansem von Dohnanyi, dążącymi do obalenia rządów Hitlera.
Jego kontakty z hierarchią kościelną zaowocowały skierowaniem przez gen. Ostera, szefa sztabu Abwehry, na specjalnego wysłannika do Watykanu w celu nawiązania i prowadzenia tajnych negocjacji z przedstawicielami rządu Wielkiej Brytanii. Müller pełnił stanowisko szefa komórki Abwehry w Rzymie, gdzie w ramach operacji Amtlich Vatikanische (pol. Źródła Watykańskie), spotykał się z przedstawicielami Kurii Rzymskiej, m.in. sekretarzem stanu kard. Luigi Maglione, Ludwigiem Kaasem - dawnym liderem Niemieckiej Partii Centrum, wówczas prałatem bazyliki św. Piotra, Johannesem Schönhöfferem członkiem Kongregacji Ewangelizacji Narodów i Krzewienia Wiary oraz jezuitą Robertem Leiberem sekretarzem Piusa XII, z którym później wielokrotnie spotykał się na Papieskim Uniwersytecie Gregoriańskim. W tajnych negocjacjach uczestniczył ponadto ambasador Wielkiej Brytanii przy Stolicy Apostolskiej, sir Francis d'Arcy Osborne. Müller przekazał im informacje o zamiarze ataku Hitlera na Belgię, Holandię i Francję w ramach operacji Fall Gelb.
Wkrótce potem SD zidentyfikowała źródło przecieku z Watykanu po tym, jak służby kryptologiczne III Rzeszy (niem. Forschungsamt) odczytały zaszyfrowany telegram wysłany przez ambasadora Belgii przy Stolicy Apostolskiej Adriena Nieuwenhuysa do Brukseli z wiadomością o najbliższych działaniach Wehrmachtu na froncie zachodnim i agresji na Belgię, Holandię i Francję. Hitler zarządził śledztwo, które miała poprowadzić Abwehra, a Canaris sprawę powierzył Müllerowi(!). Dzięki kontaktom Müllera z Robertem Leiberem powstał plan Westlicher Wind (pol. Zachodni Wiatr), który miał na celu dezinformację władz niemieckich skąd, jak i gdzie nastąpił przeciek.
Müller został zaaresztowany przez Gestapo 5 kwietnia 1943 i w trakcie brutalnych przesłuchań nie przyznał się do jakichkolwiek związków ze spiskowcami antyhitlerowskimi. Początkowo został osadzony w obozie koncentracyjnym w Buchenwaldzie, a następnie był więźniem obozów w Flossenbürgu i Dachau. W końcowym okresie wojny przeniesiony do południowego Tyrolu na rozkaz Ernst Kaltenbrunnera, jako zakładnik wraz z ponad setką prominentnych więźniów, gdzie został uwolniony przez wojska amerykańskie.
Po II wojnie światowej razem z Adamem Stegerwaldem współtworzył bawarską partię CSU, której był pierwszym przewodniczącym w latach 1945-1949. Jego poglądy polityczne były dość liberalne, co uniemożliwiło mu objęcie teki premiera Bawarii. W latach 1947–1950 wicepremier Bawarii, w okresie1947-1952 sprawował funkcję krajowego ministra sprawiedliwości, a do roku 1962 był posłem w bawarskim landtagu. Był promotorem młodego Franza Josefa Straußa.